# Vincenzo Lunardi

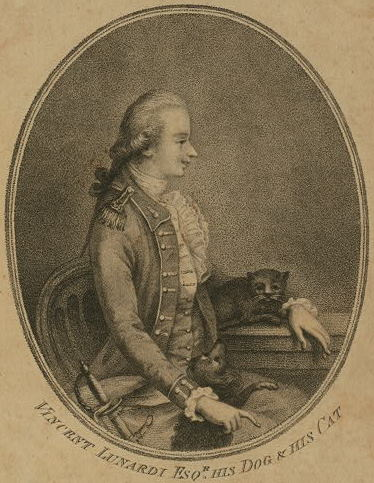
Vincenzo Lunardi

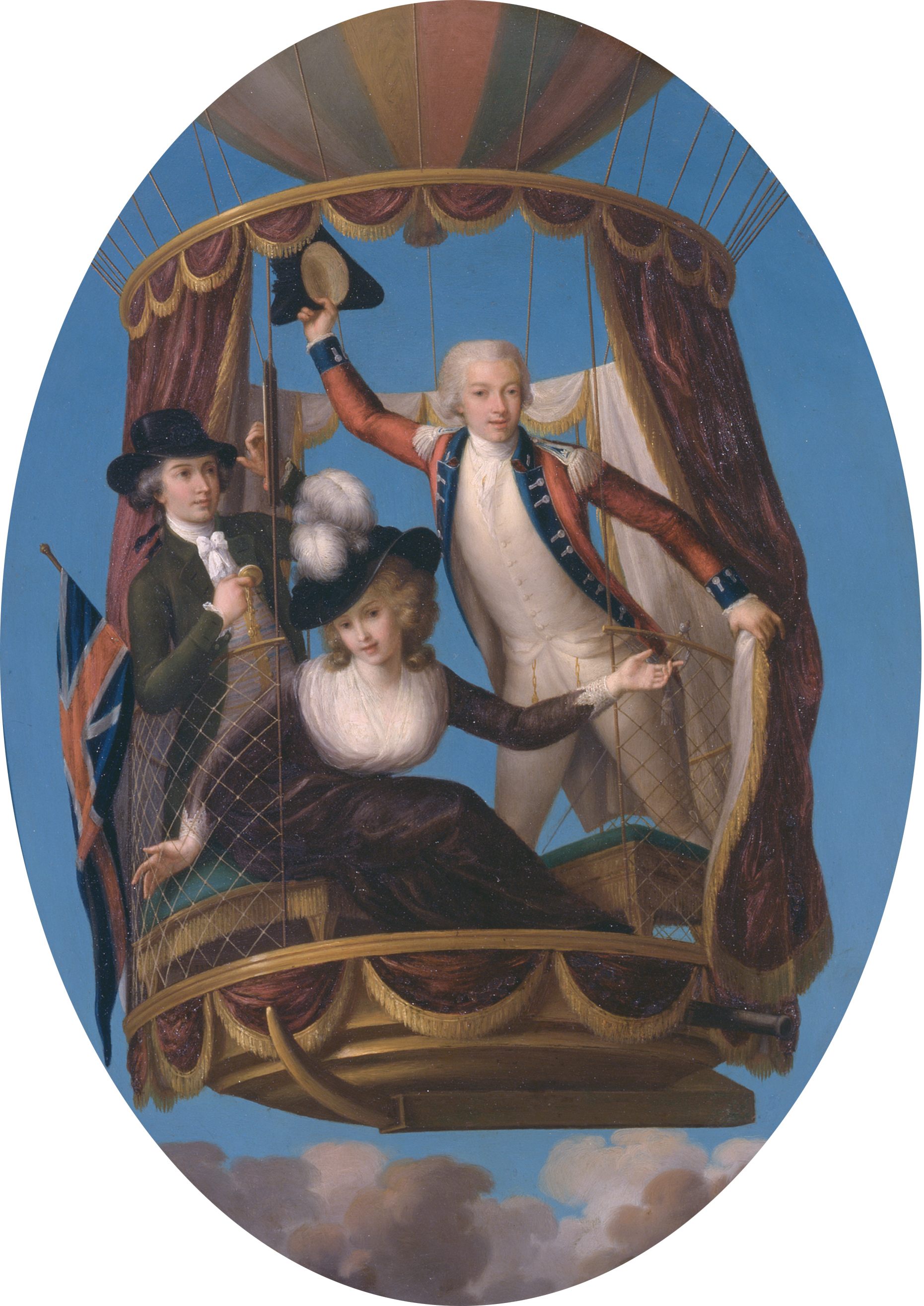
Captain Vincenzo Lunardi met zijn assistant George Biggin, en Mrs. Letitia Anne Sage, in een ballon (John Francis Rigaud, 1785)

Vincenzo Lunardi (Lucca, 11 januari 1759 - Lissabon, 1806) was een Italiaans uitvinder en ballonvaarder.
Op 15 september 1784, terwijl hij ambassadeur van Napels was, liet hij de eerste waterstofballon ooit op. Hij was tevens de eerste die ooit boven Engeland vloog.